# Ben (album)
Ben è il secondo album in studio del cantante statunitense Michael Jackson, pubblicato dalla Motown il 4 agosto 1972.

## Descrizione

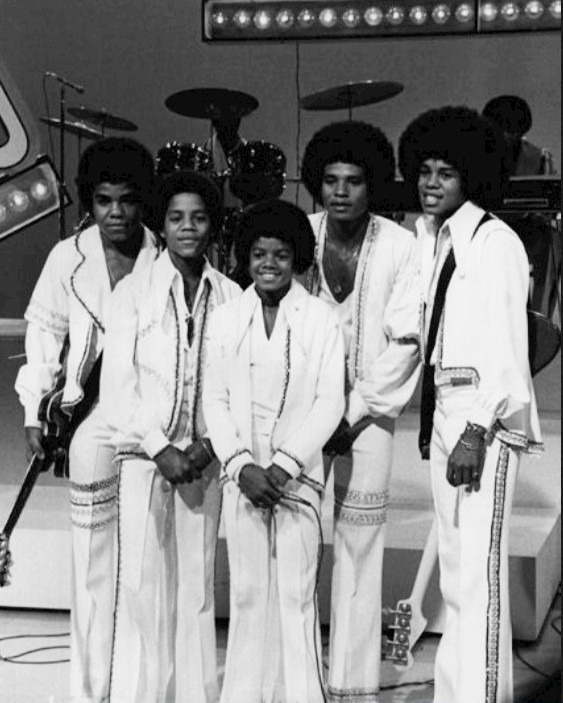
Michael Jackson (al centro) con i suoi fratelli nel 1972.

Quest'album uscì a soli sette mesi da quello di esordio solista di Jackson, Got to Be There. La produzione dell'album Ben andò dal dicembre 1971 al febbraio 1972, il che implica che molte delle canzoni furono registrate quasi in contemporanea con l'uscita e la promozione del primo singolo (ottobre 1971) e del primo album solista del cantante (gennaio 1972).
Il disco Ben è caratterizzato da molte ballate, genere molto raro da trovare nel repertorio dei Jackson 5 ma che sarà proposto numerose volte da Michael Jackson come solista nel corso della propria carriera, con molto successo. Come nei precedenti album del cantante, sia coi Jackson 5 che nel suo primo da solista, molte canzoni che andarono a comporre l'album Ben erano cover di altri artisti, perlopiù afroamericani, come le canzoni My Girl, scritta da Smokey Robinson per i Temptations, o Shoo-Be-Doo-Be-Doo-Da-Day di Stevie Wonder. La canzone principale dell'album, Ben, parla dell'amicizia tra un ratto e un bambino, in particolare quella tra il ratto e il bambino protagonisti del film omonimo del regista Phil Karlson, della cui colonna sonora era la canzone portante. Per questo motivo nella prima versione della copertina dell'album, sotto all'immagine del giovane Jackson, appariva l'immagine di un'orda di ratti. Nelle successive ristampe l'album venne ripubblicato con la sola immagine di Jackson, secondo alcune testimonianze questo sarebbe avvenuto per evitare che le persone che soffrivano di musofobia avessero difficoltà ad acquistare l'album.
Il singolo Ben diventò la prima canzone di Michael Jackson come solista a raggiungere la prima posizione della classifica statunitense dei singoli e vinse un Golden Globe come "migliore canzone originale" tratta da un film, alla cerimonia del 1973, e venne candidato anche a un Premio Oscar nella stessa categoria, dove però non vinse, ma il cantante si esibì comunque nel pezzo durante la serata, in quella che sarebbe diventata una delle sue prime esibizioni da solista senza i Jackson 5. Grazie a questo successo e accoglienza, Michael Jackson cominciò a rafforzare la propria carriera solista.
Nel 2009 l'intero album è stato riproposto all'interno del cofanetto Hello World: The Motown Solo Collection.

## Tracce
1. Ben – 2:44 (Walter Scharf, Don Black)
2. The Greatest Show on Earth – 2:48 (Mel Larson, Jerry Marcellino)
3. People Make the World Go Round – 3:15 (Thom Bell, Linda Creed)
4. We've Got a Good Thing Going – 2:59 (Alphonzo Mizell, Berry Gordy, Deke Richards, Freddie Perren) – inizialmente pubblicata come lato B del singolo I Wanna Be Where You Are
5. Everybody's Somebody's Fool – 2:59 (Gladys Hampton, Regina Adams, Ace Adams)
6. My Girl – 3:08 (Smokey Robinson, Ronald White)
7. What Goes Around Comes Around – 3:33 (Allen Levinsky, Arthur Stokes, Dana Meyers, Floyd Weatherspoon)
8. In Our Small Way – 3:39 (Beatrice Verdi, Christine Yarian) – inclusa anche nel precedente album Got to Be There, dello stesso anno
9. Shoo-Be-Doo-Be-Doo-Da-Day – 3:21 (Sylvia Moy, Henry Cosby, Stevie Wonder)
10. You Can Cry on My Shoulder – 2:39 (Berry Gordy)

## Successo commerciale
L'album fu un grande successo, raggiungendo la posizione numero 5 nella classifica generale di Billboard e la numero 4 in quella R&B/Hip Hop. Secondo le stime, l'album ha venduto oltre 5 milioni di copie, di cui 1.7 milioni nei soli Stati Uniti, e i singoli da esso estratti circa 3,5 milioni complessive.

## Classifiche
| Classifica (1972/1973/2009) | Posizione massima |
| --------------------------- | ----------------- |
| Francia                     | 162               |
| Regno Unito                 | 17                |
| Stati Uniti                 | 5                 |
| Stati Uniti (R&B)           | 4                 |